# 월간 뉴타입
《월간 뉴타입》(일본어: 月刊ニュータイプ, 영어: Newtype)은 일본에서 발행되는 애니메이션 전문 잡지로, 1985년 3월에 처음 창간되었으며 1999년 6월부터는 한국판, 2003년 10월부터 미국판도 발간되었다. 가격은 일본판은 550엔~750엔선이며, 한국판은 7500원~9800원선이다. 한국에서는 대원씨아이에서 발행하고 있다. NT 노벨도 같은 편집부에서 제작하고 있다.
미국판은 내용의 약 70%가 일치할 정도로 커버와 전면부 이야기, 그리고 미국 작가의 기사를 포함, 일본어 발매판에서 번역한다. 초기 판매 시에에 잡지 구독을 위해 50,000명이 신청할 것으로 예상했다. 최초의 뉴타입(Newtype) 미국판 이슈는 2002년 11월에 발표가 이루어졌으며 마지막 미국판 이슈의 발매는 2008년 2월에 발표되었다. 이후 4개의 이슈 분을 건너뛰고 2008년에 후속 잡지인 PIQ 잡지로 대체되었다.
한국어판은 2009년 7월호부터 10년 동안 사용했던 중철본에서 책자본의 4·6 배판으로 판본을 변경하였으며 거의 일본판 뉴타입 표지와 동일하게 사용하지만 저작권 문제 등의 이유로 말미암아 독자적으로 한국 애니메이션 표지를 사용하기도 한다. 하지만 2015년 6월호로 한국판이 창간한 지 16년 만에 사실상 폐간되었다. 참고로 일본어판과 미국영어 버전은 모두 "우측(오른쪽)에서 좌측(왼쪽)으로"형식을 사용했지만 한국어 판은 좌우가 반전되어 출간되었다.
자매 브랜드로 NT 노벨, 뉴타입 코믹 등이 있다. 

## 한국판 뉴타입
한국판 뉴타입은 1999년 6월에 창간하였으며 대원씨아이가 일본 가도카와 쇼텐과의 라이센스 계약하에 따라 한국어 번역판으로 잡지를 발행하여 매월 15일마다 발행하였다. 그 당시는 1998년 김대중 정부의 일본 문화 대개방 선포가 있은지 1년이 되었던 때였으며 이 때부터 한국 내에 일본의 청소년 및 성인 애니메이션이 대거 수입되면서 일본 문화의 붐이 급속도로 있었던 시절이었다. 창간 당시에 서울 광화문 등에 창간을 알리는 현수막을 내걸었던 적이 있다. 
정가는 기본적으로 7.500원이었으나 부록의 크기와 여부에 따라 가격이 상시 변동되어서 경우에 따라 9,500원까지 인상된 적도 있었다. 
일본판과는 달리 일본 애니메이션은 물론 한국판 단독으로 연재되는 한국 애니메이션에 대한 기사와 한국 성우와의 인터뷰 기사를 연재한 적도 있었다. 
그러나 2000년대 들어서 인터넷이 발달하고 개인 블로그가 생기며 이를 통해서 일본 애니메이션의 정보가 신속히 게재되면서 점차 독자층도 감소하여 책 내용을 일부 축소하였다가 2015년 6월호를 끝으로 폐간되었다.  

## 같이 보기
- 월간 GAMER'Z
- 엔터브레인 Famitsu
- 도쿠마 쇼텐 Animage
- 각켄 홀딩스 Animedia